# Zeid bin Ra'ad
Zeid bin Ra’ad, eller Zeid bin Ra’ad bin Zeid Al-Hussein, född 26 januari 1964 i Amman i Jordanien, är en jordansk tjänsteman och prins.
Zeid bin Ra’ad är äldste son till Ra'ad bin Zeid, tronpretendent i den hashimitiska dynastin till den irakiska tronen, och Majda Ra'ad. Han utbildade sig på Reed's School i Cobham, Surrey i Storbritannien samt på  Johns Hopkins University i USA, där han tog en magisterexamen 1987. Han disputerade på University of Cambridge 1993.
Zeid bin Ra’ad blev 1989 officer i Jordanians ökenpolis (efterföljaren till Arablegionen), där han tjänstgjorde till 1994. Han arbetade i UNPROFOR i forna Jugoslavien 1994-96. Han var därefter vid Jordaniens FN-representation i New York i perioder från 1997, så småningom som ambassadör till 2007, samt också 2010-14. Han var 2007-10 Jordaniens ambassadör i Washington D.C., och 2014-2018 Högkommissarie för mänskliga rättigheter i Genève.
Han har varit aktiv i att etablera och driva Internationella brottmålsdomstolen under perioden 1996-2010. Åren 2004-06 tjänstgjorde han som rådgivare till FN:s generalsekreterare beträffande sexuella övergrepp i FN:s fredsbevarande uppdrag. Han var ansvarig för den så kallade "Zeid-rapporten", som innehöll förslag om att motverka sådana brott inom FN:s militära styrkor.
Zeid bin Ra'ad gifte sig 2000 med Sarah Butler (född 1972), sedermera prinsessan Sarah Zeid.

## Affären med avslöjanden om övergrepp i Centralafrikanska republiken av franska FN-soldater
I april 2015 avslöjade The Guardian att Zeid bin Ra’ad suspenderat chefen för OHCHR:s fältavdelning Anders Kompass från sitt arbete med anklagelsen att han "läckt" en hemlig rapport om sexuella övergrepp mot barn i Centralafrikanska republiken till franska regeringen. Detta ledde till en för FN besvärande affär.
I Frankrike genomförs en förundersökning om misstänkt pedofili sedan 2014. En intern FN-domstol dömde den 6 maj 2015 i ett utslag att suspensionen av Anders Kompass var olaglig och att den omedelbart skulle hävas. På skriftlig begäran av Zeid Ra’ad Al Hussein den 9 april 2015 utreds (hösten 2015) frågan om möjligt regelbrott av FN:s internrevision, FN:s kontor för intern översyn. Den ställföreträdande chefen för OHCHR Flavia Pansieri avgick den 22 juli från sin post.  Zeid Ra’ad Al Hussein själv föreslog i oktober 2015 att den avdelning som Anders Kompass var chef för skulle läggas ned. FN:s generalsekreterare Ban Ki-moon tillsatte efter extern press den 22 juni 2015 en utredning, vars rapport i december 2015 friade Anders Kompass.